# Ван Вік Брукс
Ван-Вік Брукс (англ. Van Wyck Brooks, 16 лютого 1886, Плейнфілд, штат Нью-Джерсі, США — 2 травня 1963, Бріджвотер, Коннектикут, США) — американський літературознавець. Перш за все відомий як літературний критик, також добре відомий працями з історії американської літератури 19 століття. Цікавився українською літературою, зокрема спадщиною Т. Шевченка.

## Біографія
Ван-Вік Брукс народився 16 лютого 1886 року в місті Плейнфілд штату Нью-Джерсі. Своє голландське ім'я він отримав від матері, яка походила з заможньої фермерської родини Лонг-Айленда. До шлюбу ім'я його матері було Сара Амес, а після одруження з Чарльзом Бруксом, її ім'я змінилося на Саллі Брукс. Вона була американкою голландського походження у сьомому поколінні, її предок Корнеліс Баренте Ван Вік поселився в Новому Амстердамі в 1659 році.
У 1909 році В.-В. Брукс закінчив Гарвардський університет. Працював редактором кількох літературних видань, зокрема «Atlantic Monthly», «The Dial», «The Seven Arts» («Сім мистецтв») і «The Freeman» («Вільний громадянин»).

## Творчість
У книгах «Америка на порозі зрілості» (1915), «Муки Марка Твена» (1920), «Письменник в Америці» (1953) висловився щодо духовного стану суспільства в США. Автор праць про американських письменників: «Життя Р.-У. Емерсона» (1932), «Світ Вашингтона Ірвінга» (1944), «Часи Мелвілла і Уїтмена» (1947), «У.-Д. Гоуелс» (1959) тощо. У біографічних працях Брукс зосереджений головним чином на автобіографічних творах. Він випустив серію досліджень «Творці та шукачі» (англ. "Makers and Finders", 1936—1952), що складалася з п'яти книжок. Книжка «Розквіт Нової Англії: 1815—1865» (англ. The Flowering of New England, 1815—1865) з цієї серії отримала в 1937 році Пулітцерівську премію з історії. Завдяки своїм літературно-критичним працям з літератури 19 століття Ван Вік Брукс вважався літописцем літературної спадщини Америки.
В 1921 році в газеті «Фрімен» (The Freeman, August 10, 1921, «Вільний громадянин») надрукував про Т. Шевченка статтю, яку не раз передруковувала преса 19З0-х — 1940-х років, зокрема журнал «Ukrainian life» (march, 1940) і яку також було надруковано у 1989 році у збірці статей «Шевченко: поет і художник України», присвяченій 175-ї річниці з дня народження поета.